# Poutini Peak
Der Poutini Peak ist ein 2062 m hoher Berg im ostantarktischen Viktorialand. In der Royal Society Range ragt er 1,5 km westlich des Murihau Peak an der Südflanke des Bowden-Gletschers aus dem Chancellor Ridge auf, der das Kopfende des Blue Glacier markiert.
Das New Zealand Geographic Board benannte ihn 1994 nach einer Figur aus der māorischen Mythologie. Poutini ist der beschützende Taniwha im Pounamu.